# Чепелица
Чепелица (серб. Чепелица / Čepelica) — село в общине Билеча Республики Сербской Боснии и Герцеговины. Население составляет 21 человек по переписи 2013 года.

## Население[3]
- 1961 год — 271 человек
- 1971 год — 19 человек
- 1981 год — 13 человек (все сербы)
- 1991 год — 17 человек (все сербы)

## Известные уроженцы
- Евто Дедиер[серб.] (1880—1918), картограф